# Медаль «В память коронации Императора Николая II»
Медаль «В память коронации Императора Николая II» — государственная награда, памятная медаль Российской империи.

## Основные сведения
Медаль «В память коронации Императора Николая II» — памятная медаль Российской империи для награждения лиц, имевших отношение к коронации Николая II. Учреждена 26 мая 1896 года по указу императора Николая II, сообщённого Сенату.

## Порядок вручения
Право на ношение медали предоставлялось лицам обоего пола, а именно:
- Всем лицам, участвовавшим в подготовке и организации торжеств по случаю коронации Николая II и Александры Фёдоровны;
- Всем представителям сословий, присутствовавшим на коронации;
- Всем состоявшим на действительной службе лицам, в том числе нижним чинам, находившимся в Москве во время коронации[1][4].
- Работникам Санкт-Петербургского монетного двора, изготавливавшим медали: медальерам, мастеровым, рабочим[3][5].

Награждённым выдавалось свидетельство на право ношения медали.

## Описание медали
Медаль сделана из серебра. Диаметр 27 мм. На лицевой стороне медали изображён барельеф лица Николая II. По краю медали вдоль бортика надписи: слева — «Б.М.НИКОЛАЙ II ИМПЕРАТОРЪ», справа — «И САМОДЕРЖЕЦЪ ВСЕРОСС.». На оборотной стороне медали горизонтально расположена надпись в две строки: «КОРОНОВАНЪ ВЪ МОСКВѢ». Над надписью изображена большая императорская корона. Внизу реверса дугой расположена дата: «14 МАѦ 1896».
Основной тираж изготовлен на Санкт-Петербургском монетном дворе.
Существуют варианты медали, что связано с тем, что допускалось изготовление медали частными мастерскими. Как правило, они также были изготовлены из серебра, но существуют варианты медали, изготовленные из белого металла. Медали, изготовленные в частных мастерских, могут также отличаться размерами: известны варианты размером 28 мм. Могут быть некоторые отличия в деталях изображения.

## Порядок ношения
Медаль имела ушко для крепления к колодке или ленте. Носить медаль следовало на груди. Лента медали — Андреевская.